# Tour de Beauce

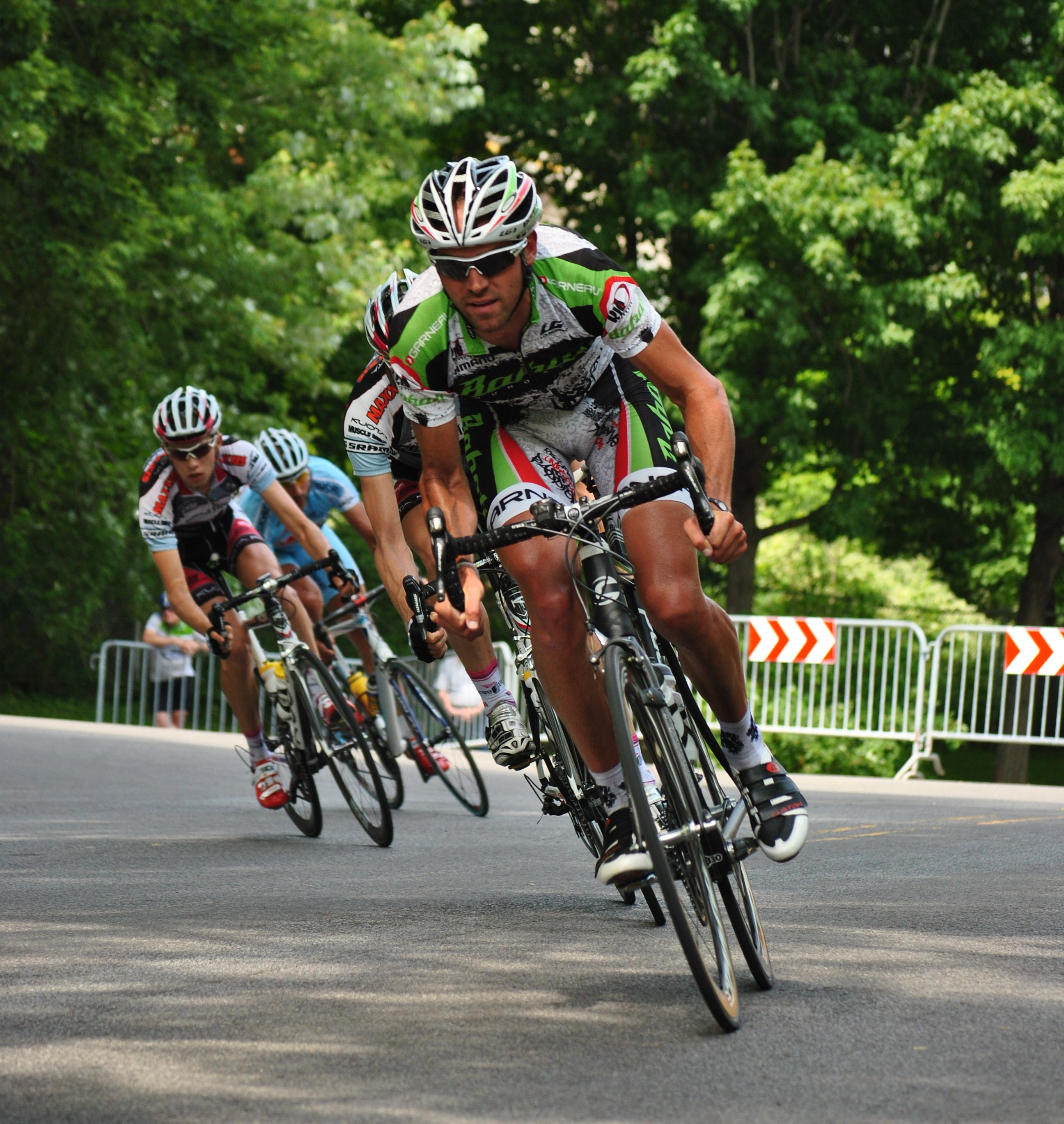
Een deelnemer aan de Tour de Beauce 2010 op de Côte Gilmour in Québec

De Tour de Beauce is een meerdaagse wielerwedstrijd die wordt georganiseerd in de regio Beauce in Canada. De koers maakt deel uit van de UCI America Tour als categorie 2.2-wedstrijd. De wedstrijd werd tussen 2020 en 2022 niet verreden, in verband met de coronapandemie.

## Lijst van winnaars

### Overwinningen per land
| Overwinningen | Land                                                     |
| ------------- | -------------------------------------------------------- |
| 10            | Canada                                                   |
| 9             | Verenigde Staten                                         |
| 6             | Australië                                                |
| 2             | Letland, Nieuw-Zeeland, Spanje                           |
| 1             | Colombia, Frankrijk, Moldavië, Oekraïne, Polen, Tsjechië |